# Bouin-Plumoison
Bouin-Plumoison (Aussprache [bwɛ̃ plymwaˈzɔ̃]) ist eine französische Gemeinde mit 511 Einwohnern (Stand: 1. Januar 2022) im Département Pas-de-Calais in der Region Hauts-de-France. Sie gehört zum Arrondissement Montreuil und zum Gemeindeverband Les 7 Vallées. Die Einwohner werden Boumoisiens und Boumoisiennes genannt.

## Lage
Die Gemeinde Bouin-Plumoisin liegt im Artois an der Canche, 19 Kilometer südöstlich von Montreuil-sur-Mer. Nachbargemeinden von Bouin-Plumoison sind Aubin-Saint-Vaast im Westen und Norden, Guisy im Nordosten, Marconnelle im Osten, Capelle-lès-Hesdin im Süden sowie Mouriez im Südwesten. Bouin-Plumoison wird von der ehemaligen Route nationale 39 tangiert.

## Sehenswürdigkeiten

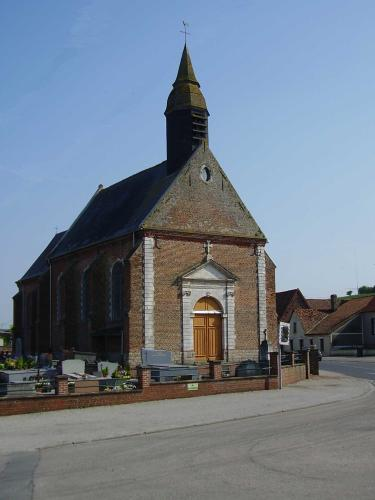
Kirche Saint-Firmin im Ortsteil Bouin

## Bevölkerungsentwicklung
| Jahr                       | 1962 | 1968 | 1975 | 1982 | 1990 | 1999 | 2011 | 2022 |
| -------------------------- | ---- | ---- | ---- | ---- | ---- | ---- | ---- | ---- |
| Einwohner                  | 353  | 357  | 392  | 473  | 481  | 514  | 458  | 511  |
| Quellen: Cassini und INSEE |      |      |      |      |      |      |      |      |